# Saint-Loup (Jura)
Saint-Loup – miejscowość i gmina we Francji, w regionie Burgundia-Franche-Comté, w departamencie Jura.
Według danych na rok 1990 gminę zamieszkiwały 263 osoby, a gęstość zaludnienia wynosiła 27 osób/km² (wśród 1786 gmin Franche-Comté Saint-Loup plasuje się na 486. miejscu pod względem liczby ludności, natomiast pod względem powierzchni na miejscu 452.).